# Colorado (fleuve)
Ne pas confondre avec Colorado (fleuve du Texas) et l'État du Colorado.
Pour les articles homonymes, voir Colorado (homonymie).
Le fleuve Colorado (coloré en espagnol) est un des principaux fleuves du Sud-Ouest des États-Unis et du Nord-Ouest du Mexique. Il est long de 2 334 km. Il prend sa source dans les montagnes Rocheuses dans le Nord de l'État du Colorado, sur les flancs du mont Richthofen. Le fleuve traverse le plateau du Colorado à travers plusieurs États, notamment le Colorado, l'Utah et l'Arizona. Le fleuve est en partie détourné par le barrage de Glen Canyon qui a créé le lac Powell et par le barrage Hoover qui a créé le lac Mead situé sur la frontière entre l'Arizona et le Nevada. Il traverse ensuite le sud de la Californie, puis approche le Delta du Colorado (en) au Mexique, aujourd'hui essentiellement à sec, avant d'arriver au golfe de Californie.
Connu pour ses nombreux canyons, ses courants d'eau vive et ses onze parcs nationaux, le fleuve Colorado et ses affluents sont une source vitale en eau pour plus de 40 millions d'Américains. Le fleuve et ses affluents sont régulés par de nombreux barrages, réservoirs et aqueducs. L'eau prélevée du fleuve est essentiellement utilisée à des fins d'irrigation pour l'agriculture, mais aussi pour des usages domestiques. Son débit a chuté de 20 % en un siècle

## Cours du fleuve

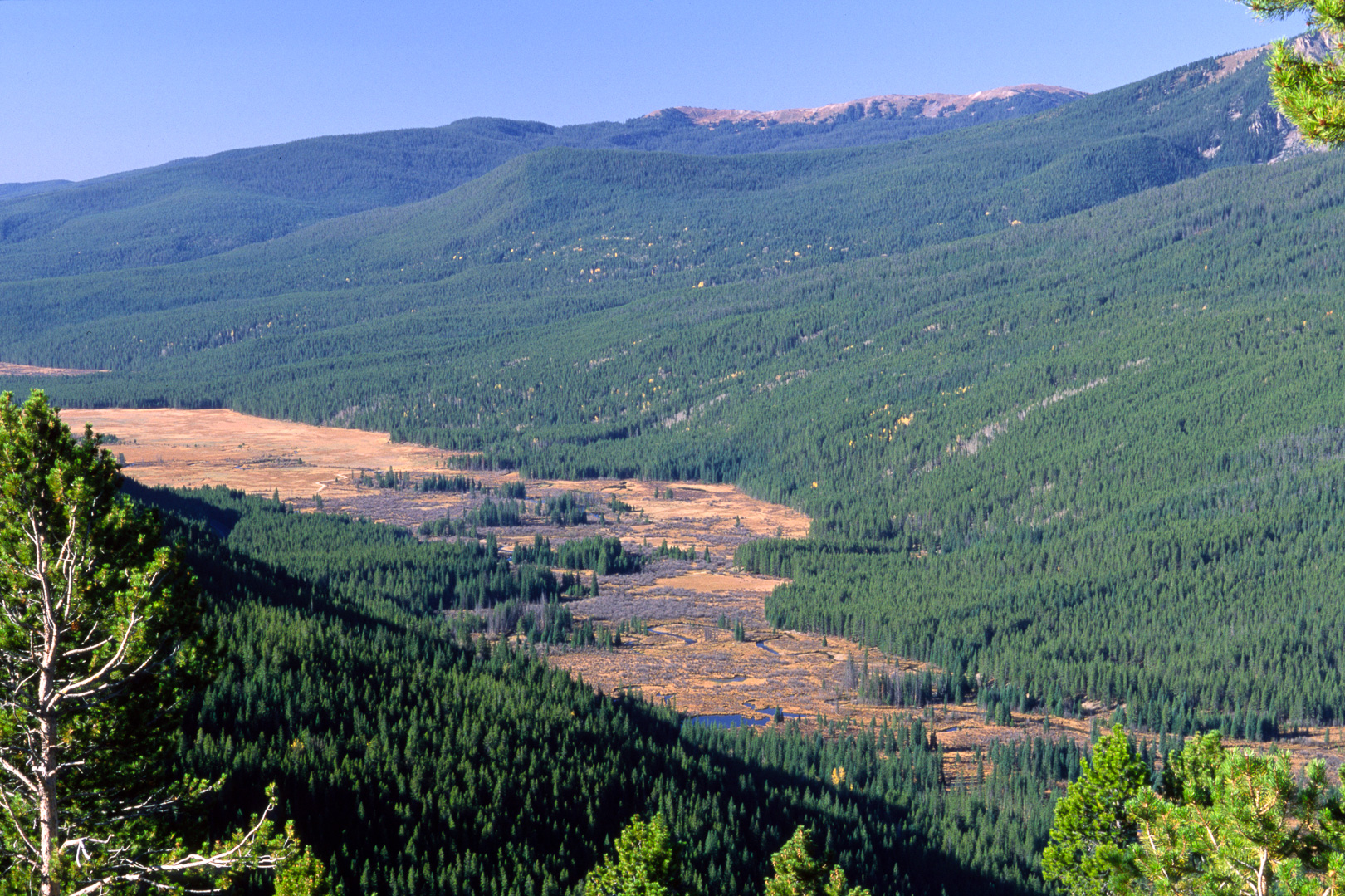
La Kawuneeche Valley, près de la source du fleuve, dans le parc national de Rocky Mountain.

Le fleuve Colorado, d'une longueur totale de 2 334 km,, prend sa source à 3 104 m d'altitude sur les flancs du mont Richthofen, sur la chaîne des montagnes Never Summer dans le parc national de Rocky Mountain,,. Situé à l'ouest de la ligne continentale de partage des eaux d'Amérique du Nord, le fleuve s'écoule vers l'océan Pacifique. Après une courte progression vers le sud, le cours du fleuve dérive vers l'ouest en dessous du Lac Grand, le plus grand lac de l'État du Colorado. Pendant les 400 premiers kilomètres de sa course, le Colorado se fraye un chemin à travers le Colorado Western Slope (en), une région peu peuplée définie par la partie de l'État à l'ouest de la ligne continentale de partage des eaux d'Amérique du Nord. Au fur et à mesure qu'il coule vers le sud-ouest, il gagne en force de nombreux petits affluents, ainsi que de plus grands, notamment la Rivière Bleue (en), l'Eagle River (en) et la Roaring Fork River. Après avoir traversé De Beque Canyon (en), le Colorado émerge des Rocheuses dans la Grand Valley (en), une importante région agricole et d'élevage où il rencontre l'un de ses plus grands affluents, la rivière Gunnison, à Grand Junction. La majeure partie de la partie supérieure de la rivière est un ruisseau d'eau vive rapide allant de 60 à 150 m de large, la profondeur allant de 2 à 9 m, à quelques exceptions notables, comme la portée Blackrocks où la rivière a près de 30 m de profondeur. Dans quelques régions, comme la Kawuneeche Valley près des sources et la Grande Vallée, il présente des caractéristiques de cours d'eau en tresses.
Courant vers le nord-ouest, le Colorado commence à traverser le plateau du Colorado, une vaste zone de haut désert centrée dans la région des Four Corners au Sud-Ouest des États-Unis. Ici, le climat devient nettement plus sec que celui des Montagnes Rocheuses, et le fleuve s'enchâsse dans des gorges de roche nue de plus en plus profondes, en commençant par le Ruby Canyon (en) puis le Westwater Canyon (en) à son entrée dans l'Utah, se dirigeant à nouveau vers le sud-ouest. Plus en aval, il fait la jonction avec la rivière Dolores et définit la frontière sud du parc national des Arches, avant de passer Moab et de traverser « The Portal », où il sort de la vallée de Moab entre une paire de falaises de grès de 300 m.
Dans l'Utah, le Colorado coule principalement à travers le pays « slickrock », qui se caractérise par ses canyons étroits et ses plis uniques créés par l'inclinaison des couches de roches sédimentaires le long des failles. C'est l'une des régions les plus inaccessibles des États-Unis continentaux. Au-dessous de la confluence avec la Green River, son plus grand affluent, dans le parc national de Canyonlands, le Colorado entre dans le Cataract Canyon (en), nommé ainsi à cause de ses rapides dangereux, puis le Glen Canyon, connu pour ses arches et ses formations de grès de Navajo sculptées par l'érosion. Ici, la rivière San Juan, transportant les eaux de ruissellement du versant sud des Monts San Juan, rejoint le Colorado par l'est. Le Colorado pénètre ensuite dans le nord de l'Arizona, où depuis les années 1960, le barrage de Glen Canyon, près de Page, a inondé le tronçon Glen Canyon de la rivière, formant le lac Powell pour la production d'hydroélectricité.
En Arizona, le fleuve passe par Lee's Ferry, un passage important pour les premiers explorateurs et colons et depuis le début du XXe siècle, le principal point où les débits du fleuve Colorado sont mesurés pour être répartis entre les sept États américains et deux États mexicains du bassin. En aval, le fleuve entre dans Marble Canyon, le début du Grand Canyon, en passant sous les Ponts Navajo (en) sur un cours désormais vers le sud. Au-dessous de la confluence avec la rivière Little Colorado, le fleuve se balance vers l'ouest dans Granite Gorge, la partie la plus spectaculaire du Grand Canyon, où le fleuve coupe jusqu'à 1,6 km dans le plateau du Colorado, exposant certaines des plus anciennes roches visibles sur Terre, datant de 2 milliards d'années. Les 446 kilomètres du fleuve qui traversent le Grand Canyon sont en grande partie englobés par le parc national du Grand Canyon et sont connus pour leurs eaux vives difficiles, séparées par des bassins atteignant jusqu'à 34 mètres de profondeur.
À l'extrémité inférieure du Grand Canyon, le Colorado s'élargit dans le lac Mead, le plus grand réservoir de la zone continentale des États-Unis, formé par le barrage Hoover sur la frontière entre l'Arizona et le Nevada. Situé au sud-est de la métropole de Las Vegas, le barrage fait partie intégrante de la gestion du fleuve Colorado, contrôlant les inondations et stockant l'eau pour les fermes et les villes du bassin inférieur du fleuve Colorado. En dessous du barrage, le fleuve passe sous le Mike O'Callaghan-Pat Tillman Memorial Bridge qui, à près de 270 m au-dessus de l'eau, est le plus haut pont en arc en béton de l'hémisphère occidental, puis tourne plein sud vers le Mexique, définissant la frontière entre l'Arizona et le Nevada et la frontière entre l'Arizona et la Californie.

Après avoir quitté les confins du Black Canyon, le fleuve émerge du plateau du Colorado dans la Lower Colorado River Valley (en), une région désertique dépendante de l'agriculture d'irrigation et du tourisme et abritant également plusieurs grandes réserves indiennes. Le fleuve s'élargit ici en une voie navigable large et modérément profonde d'une largeur moyenne de 150 à 300 mètres, atteignant jusqu'à 400 mètres de diamètre, avec des profondeurs allant de 2 à 20 mètres. Avant la canalisation du Colorado au XXe siècle, le cours inférieur du fleuve était soumis à de fréquents changements de cours causés par les variations saisonnières du débit. Le botaniste et explorateur Joseph Christmas Ives, qui arpenta le cours inférieur du fleuve en 1861, écrivit la chose suivante à ce sujet : 
« The shifting of the channel, the banks, the islands, the bars is so continual and rapid that a detailed description, derived from the experiences of one trip, would be found incorrect, not only during the subsequent year, but perhaps in the course of a week, or even a day. »
« Le déplacement du chenal, des berges, des îles, des barres est si continu et si rapide qu'une description détaillée, dérivée des expériences d'un seul voyage, serait trouvée incorrecte, non seulement au cours de l'année suivante, mais peut-être au cours d'une semaine, voire d'une journée. »
La Lower Colorado River Valley est l'une des zones les plus densément peuplées le long du fleuve, avec de nombreuses villes aux alentours dont Bullhead City et Lake Havasu City en Arizona ou Needles en Californie. Ici, plusieurs petits détournements puisent dans le fleuve, fournissant de l'eau à la fois pour les usages locaux et pour les régions éloignées, notamment la Salt River Valley (en) en Arizona et la région métropolitaine de Californie du Sud. Le dernier détournement majeur des États-Unis se situe au niveau de l'Imperial Dam (en), où plus de 90 % du débit du fleuve est transféré dans le Gila Gravity Canal and Yuma Area Project, et le All-American Canal (en) beaucoup plus grand pour irriguer la Vallée impériale en Californie, une des zones de production agricole les plus importantes des États-Unis.
En dessous de l'Imperial Dam, seule une petite partie du fleuve Colorado dépasse Yuma en Arizona, et la confluence avec la rivière Gila — qui transporte les eaux de ruissellement de l'ouest du Nouveau-Mexique et de la majeure partie de l'Arizona — avant de définir environ 24 kilomètres de la frontière entre les États-Unis et le Mexique. Au barrage de Morelos (en), tout le débit restant du Colorado est détourné pour irriguer la vallée de Mexicali, parmi les terres agricoles les plus fertiles du Mexique. En dessous de San Luis Río Colorado, le Colorado passe entièrement au Mexique, définissant la frontière entre la Basse-Californie et l'État de Sonora. Depuis 1960, le tronçon du Colorado entre ici et le golfe de Californie est à sec ou un filet formé par les retours d'irrigation. La Rivière Hardy (en) assure la majeure partie du flux vers le Delta du Colorado (en) une vaste plaine inondable alluviale couvrant environ 7 800 km2 au nord-ouest du Mexique. Un grand estuaire se forme ici avant que le Colorado ne se jette dans le golfe à environ 120 km au sud de Yuma. Parfois, la Commission internationale des frontières et des eaux autorise un débit d'impulsion printanier pour recharger le delta. 
Avant que le développement du XXe siècle n'assèche le bas Colorado, un important mascaret était présent dans le delta et l'estuaire ; le premier enregistrement historique a été réalisé par le missionnaire croate au service espagnol, le père Ferdinand Konščak, le 18 juillet 1746. Lors des marées de printemps, le mascaret — appelé localement El Burro — s'est formé dans l'estuaire autour de l'île Montague en Basse-Californie et s'est propagé en amont.

## Hydrologie

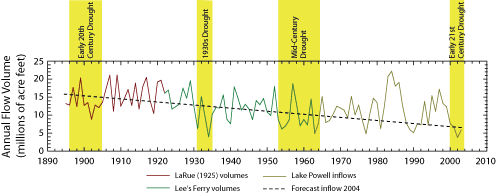
Débit annuel du fleuve Colorado à Lee's Ferry en Arizona, entre 1895 et 2004.

Dans son état naturel, le fleuve Colorado déverse environ 16,3 millions acre-pied (20,1 km3) vers le golfe de Californie, avec un débit moyen pouvant atteindre jusqu'à 640 m3/s. Il n'est pas navigable, du fait de que son cours soit entrecoupé de rapides. Son régime d'écoulement est également instable, du moins jusqu'à la construction des premiers barrages. Le fleuve peut atteindre au maximum un débit de 2 800 m3/s en été et au minimum un débit de 71 m3/s en hiver.
Depuis une vingtaine d'années, le fleuve subit les conséquences de la sécheresse,,. Le débit diminue fortement, notamment à cause de la forte pression liée à l'irrigation et de la consommation domestique, mais aussi du fait de la baisse de l'enneigement dans les montagnes Rocheuses,. 
Le 12 février 2008, l'Institut d'océanographie Scripps de San Diego publie une étude dans laquelle est estimé à 50 % les chances d'assèchement total du Lac Mead d'ici l'année 2021, lac artificiel créé en 1935 par la construction du barrage Hoover.
Au cours d'une audition en mai 2021 devant la commission des ressources naturelles de la Chambre des représentants, la fonctionnaire Elizabeth Klein déclare que « la région vit une de ses périodes les plus sèches en 1 200 ans ».

## Histoire
En 1846, les pionniers mormons chassés d'Illinois arrivèrent dans le territoire de l'Utah et fondèrent Salt Lake City. Ils furent les premiers à domestiquer le fleuve.
En 1902, Theodore Roosevelt fonde le Bureau of Reclamation, qui dépend du département de l'Intérieur, dont la mission est de superviser la gestion des ressources en eau, la compétence étant transférée au gouvernement fédéral.
En 1921, la Grand River devient officiellement le fleuve Colorado.

## Histoire humaine
Plus de 40 millions d'Américains et 29 tribus indiennes sont dépendants de l'eau du fleuve,, qui est la principale source minérale du Sud-Ouest des États-Unis avec le Rio Grande. Plus d'une centaine de barrages ont été construits le long du fleuve. La maîtrise du fleuve a joué un rôle très important dans le développement de l'Ouest des États-Unis.

En 1922, le Colorado River Compact (en) est négocié entre sept États américains,,. La base de prélèvement est alors de 25 % supérieur au débit annuel moyen,,. Pourtant, dès les années 1930, les experts s'aperçoivent de leur erreur. L'Arizona, qui craignait que la Californie n'abuse de sa position en aval et dont le gouverneur estimait qu'une part beaucoup plus importante de la ressource devait lui revenir, refusa de ratifier le compromis, qui sera ratifié en 1944. En 1893 déjà, l'explorateur John Wesley Powell annonçait de manière prophétique lors du deuxième congrès international de l'irrigation à Los Angeles : 
«  Quand toutes les rivières seront utilisées, quand tous les torrents et les ravins, tous les ruisseaux et toutes les sources seront utilisés, quand l'eau de tous les canyons et de tous les cours d'eau aura été prélevée [...], il n'y aura pas encore assez d'eau pour irriguer cette région aride. Je vous le dis, messieurs, vous préparez un héritage de conflit et de contentieux.  »
 Mais le gouvernement fédéral et les gouvernements des États préfèrent favoriser le développement du Sud-Ouest des États-Unis dans le contexte de la Grande Dépression. Un traité est ensuite signé avec le Mexique en 1944,. Le Mexique ne bénéficie alors que 11 % des ressources en eau du fleuve. Le partage pour les prélèvements est le suivant pour les sept États américains :
En amont
- Colorado : 51,75 %
- Utah : 23 %
- Wyoming : 14 %
- Nouveau-Mexique : 11,25 %

En aval
- Californie : 59 %
- Arizona : 37 %
- Nevada : 4 %

Dans les années 1920, les représentants et sénateurs de ces États défendent des projets de construction de barrages pour faciliter l'acheminement de l'eau. En 1934, le gouverneur de l'Arizona envoie la Garde nationale de l'État pour tenter d'empêcher la construction du barrage de Parker,.

## Culture et tourisme

### Le Colorado et la littérature
- 1986 : Cadillac Desert (en) de Marc Reisner (en)
- 2015 : Water Knife de Paolo Bacigalupi

### Le Colorado et la photographie
- « No Agua, No Vida », exposition du photographe américain John Trotter[8]